# Rhinobatos horkelii
Rhinobatos horkelii és un peix de la família dels rinobàtids i de l'ordre dels rajiformes.

## Morfologia
Pot arribar als 138 cm de llargària total.

## Reproducció
És ovovivípar.

## Distribució geogràfica
Es troba a les costes occidentals de l'Atlàntic sud: des de Rio de Janeiro fins a l'Argentina.